# Токкэйтай
Токкэйтай (яп. 特警 隊, сокращение от 特別 警察 隊, Токубэцу Кэйсацутай) — «Специальный полицейский корпус» в период Второй мировой войны являлся военной полицией и одновременно контрразведкой Императорского флота Японии. Токкэйтай был флотским эквивалентом и в значительной мере соперником Кэмпэйтай — армейской военной полиции и контрразведки. Токкэйтай не следует путать с существовавшей в тот же период гражданской тайной политической полицией Токубэцу кото кэйсацу, занимавшейся преследованием оппозиционных групп среди японского населения.

## Деятельность
Первоначально «токкэйтай» была известна как «секция по общим вопросам» и занималась полицейской и кадровой работы в рамках японского ВМФ, включая работу с персоналом, поддержание дисциплины и кадровый учёт. Впоследствии токкэйтай пришлось взять на себя более активную роль, в значительной мере для того, чтобы предотвратить установление контроля военной полиции «кэмпэйтай» над военно-морским флотом. Будучи намного меньшим по размеру и более сдержанным, чем его конкурент, тем не менее в своей деятельности «токкэйтай» был не менее жесток, чем «кэмпэйтай». Он был особенно активен в районах южной части Тихого океана, где в 1942—1945 возникла обширная оккупированная Японией территория, где также широко присутствовали соперничавшие подразделения «кэмпэйтай». Обе спецслужбы играли роль «комиссаров» в отношении внешних врагов или подозрительных лиц, а также выполняли функции контрразведки среди «своих» с целью выявления потенциальных перебежчиков или возможных изменников. К таким, согласно доктрине безопасности «kikosaku», применялось крайне жестокое обращение, приводившее к смерти и очень часто — бессудные казни.
Распространение с 1942 года зоны контроля Императорского флота Японии в регион Юго-Восточной Азии привело к необходимости увеличения численности сил «токкэйтай» как для борьбы с преступлениями, совершаемыми японскими военными моряками, так и для борьбы с антияпонским движением, что очень скоро стало основным направлением в её деятельности.
Будучи прикреплены к флотским частям, подразделения «токкэйтай» служили не только военной, но и колониальной полицией в некоторых оккупированных районах Тихого океана. Будучи ответственны за поддержание дисциплины в флотских воинских частях, члены «токкэйтай» могли быть так же жестоки и беспощадны к «своим», заподозренным в измене, как и к «чужим».
В дополнение к вышеназванным подразделениям в «токкэйтай» существовал оперативный отдел службы разведки Японского Императорского флота (Информационное бюро (情報 局 Дзёхо-Кёку)), отвечавший за получение и анализа разведданных, а также осуществление секретных операций. Члены этого подразделения также занимались обеспечением безопасности вблизи военно-морских баз. В последние недели войны на Тихом океане, они были в числе подразделений безопасности, подготовленных для борьбы против вторжения союзников на территорию Японии.

## Военные преступления
После войны в связи с деятельностью на оккупированных территориях в отношении ряда сотрудников «токкэйтай» были выдвинуты обвинения в совершении военных преступлений, включая таких, как бессудные казни, применение пыток и принуждение женщин из Индонезии, Индокитая и Китая к сексуальному рабству на так называемых станциях утешения (эвфемизм, фактически означавший японские военные бордели).

## См.также
- Кэмпэйтай
- Tokumu kikan
- Токубэцу кото кэйсацу
- ОВРА